# 5821 Yukiomaeda
Az 5821 Yukiomaeda (ideiglenes jelöléssel 1989 VV) a Naprendszer kisbolygóövében található aszteroida. Oohira fedezte fel 1989. november 4-én.